# عقيل خان
عقيل خان مواليد 30 يناير 1980 في كراتشي، هو لاعب كرة مضرب باكستاني بدأ مسيرته كمحترف سنة 1998 يلعب باليد اليمنى. أعلى تصنيف له في الفردي كان المركز الـ 349 في سنة 2004.

## روابط خارجية
- عقيل خان على موقع رابطة محترفي التنس (الإنجليزية)
- عقيل خان على موقع الاتحاد الدولي لكرة المضرب (الإنجليزية)
- عقيل خان على موقع كأس ديفيز (الإنجليزية)
- عقيل خان على موقع خلاصة التنس.كوم (الإنجليزية)
- عقيل خان على موقع اتحاد ألعاب الكومنولث (مؤرشف) (الإنجليزية)